# Parzystość T
Parzystość T, parzystość operacji odwrócenia czasu – to własność funkcji {\displaystyle f(x,y,z,t)} zależnej od współrzędnych przestrzennych i czasu, taka że: jeżeli wartość funkcji przy zmianie znaku współrzędnej czasowej na przeciwny nie zmienia się, to funkcję nazywa się parzystą czasowo, w przeciwnym wypadku nazywa się nieparzystą czasowo. Operację zmiany znaku współrzędnej czasowej na przeciwny nazywa się operacją odbicia czasowego.

## Odbicie czasowe
Odbicie czasowe, odbicie T – przekształcenie danej funkcji w funkcję, w której zmieniono znak współrzędnej czasowej na przeciwny, tj.
{\displaystyle T\colon f\to g,}
gdzie:
{\displaystyle g(x,y,z,t)=f(x,y,z,-t).}
Przy tym:
(1) jeżeli dana funkcja przy operacji odbicia czasowego nie zmienia znaku na przeciwny, to mówi się, że jest parzysta ze względu na odbicie czasu i przypisuje się jej parzystość +1, tj.
{\displaystyle f(x,y,z,-t)=f(x,y,z,t),}
(2) w przeciwnym wypadku, tj. gdy
{\displaystyle f(x,y,z,-t)=-f(x,y,z,t),}
to mówi się, że funkcja jest nieparzysta ze względu na odbicie czasu i przypisuje się jej parzystość −1.

## Operator odbicia czasowego T
Formalnie definiuje się operator odbicia czasowego, tj. operator, który zmienia znak współrzędnej czasowej funkcji na przeciwny. Przy tym, jeżeli
{\displaystyle {\hat {T}}f=f,}
to wartość własna operatora wynosi +1, a funkcja jest parzysta ze względu na odbicie czasu,
gdy zaś
{\displaystyle {\hat {T}}f=-f,}
to wartość własna operatora wynosi −1, a funkcja jest nieparzysta ze względu na odbicie czasu.
Tw. Złożenie dwóch odbić czasowych jest przekształceniem tożsamościowym.
Dowód:
1) jeżeli funkcja jest nieparzysta, to {\displaystyle {\hat {T}}f=-f} i składając dwa odbicia czasowe, mamy
{\displaystyle {\hat {T}}({\hat {T}}f)={\hat {T}}(-f)=-(-f)=f,}
2) jeżeli funkcja jest parzysta, to {\displaystyle {\hat {T}}f=f} i składając dwa odbicia czasowe, mamy
{\displaystyle {\hat {T}}({\hat {T}}f)={\hat {T}}(f)=f,}
czyli:
dwukrotne podziałanie operatorem parzystości na dowolną funkcję jest daje tę samą funkcję, a to oznacza, że dwukrotne złożenie odbić czasowych jest operatorem identycznościowym, cnd.

## Operator odwrócenia czasu
W mechanice kwantowej definiuje się operator odwrócenia czasu T, jednak nie zmienia on kierunku upływu czasu, ponieważ jest operatorem antyunitarnym. Gdyby operator ten był unitarny, to cząstki poddane jego działaniu miałyby ujemną energię. Nie obserwuje się takich cząstek, dlatego zmieniono jego definicję. Antyunitarny operator odwrócenia czasu zmienia zwrot wszystkich pędów oraz spinów, oraz dodatkowo zamienia każdy operator na jego hermitowskie sprzężenie (np. z operatorów kreacji czyni operatory anihilacji).

## Naruszenie symetrii T. Symetria CPT
Przez długi czas przypuszczano, że w świecie fizycznym zachodzi symetria względem odwrócenia czasu. Obecnie wiadomo, że to nieprawda. Np. istnieje cząstka elementarna mezon K (kaon), której antycząstka rozpada się w inny sposób niż mezon K. Konsekwencją pogwałcenia symetrii T jest zanik antymaterii we Wszechświecie po pewnym czasie od jego powstania (Big Bang), gdy ilości materii i antymaterii były jednakowe.
Ponieważ obowiązuje ścisła symetria względem przekształcenia CPT, naruszenie symetrii T implikuje naruszenie symetrii CP.